# Malichus I
Malichus I was van 58 v.Chr. - 28 v.Chr. koning van de Nabateeërs, als opvolger van Obodas II. Hij zetelde in Petra.

## Malichus I als heerser
In zijn tijd werd de dreiging van een Romeinse annexatie steeds groter. Malichus steunde eerst Julius Caesar met troepen toen deze in Alexandrië moeilijkheden had. Later echter zocht hij aansluiting bij de Parthen en kreeg een zware belasting opgelegd toen de Parthen in 39 v.Chr. verslagen werden. In de tijd van Marcus Antonius en Cleopatra wedde hij opnieuw op het verkeerde paard. Hij steunde Cleopatra, maar na haar nederlaag bij Actium trachtte hij Octavianus gunstig te stemmen door haar vloot in de Golf van Suez in brand te steken. Na de Romeinse overname van Egypte in 30 v.Chr. zaten de koningen in Petra en Jeruzalem ingeklemd tussen de Romeinse provincies Syrië en Egypte. Herodes de Grote, die door Rome op de troon van Judea gezet was nam Malichus een aantal belangrijke steden af.

## Opvolging
Malichus droeg een verkleind koninkrijk over aan zijn opvolger Obodas III.